# 南开大学环境科学与工程学院
南开大学环境科学与工程学院是中国综合性大学最早成立的环境科学學院，1983年环境科学系从南开大学化学院分离出来，1998年环境科学与工程学院正式成立。该學院研究領域包括污染化學、環境修復、空氣與水污染防治等。目前本科生阶段分为环境科学、环境工程两个专业。其中，环境科学是国家重点学科。